# مارسل کنجورا
مارسل کنجورا (انگلیسی: Marcel Kandziora؛ زادهٔ ۴ فوریهٔ ۱۹۹۰) بازیکن فوتبال اهل آلمان است.
از باشگاه‌هایی که در آن بازی کرده‌است می‌توان به باشگاه فوتبال اف‌اس‌وی فرانکفورت، باشگاه فوتبال اس‌وی زاندهاوزن، و باشگاه فوتبال اسنابروک اشاره کرد.